# フィッツクラレンス
フィッツクラレンス（英: FitzClarence; 「クラレンスの子」の意） は、イギリスの王族であったクラレンス公爵ウィリアム王子（後のイギリス王ウィリアム4世）が愛妾ドロシー・ジョーダンとの間にもうけた庶子たちの姓。
クラレンス公爵は10人の庶子全員にフィッツクラレンス姓を名乗らせた。即位後の1831年に長男のジョージをマンスター伯爵へ叙している。マンスター伯爵家の男系は2000年に第7代マンスター伯爵アンソニー・フィッツクラレンスが死去したことによって断絶した。他に五男オーガスタス卿にも息子がいたが、こちらの男系子孫も既に断えており、現在ウィリアム4世の血を引きフィッツクラレンス姓を名乗っている人物はいない。

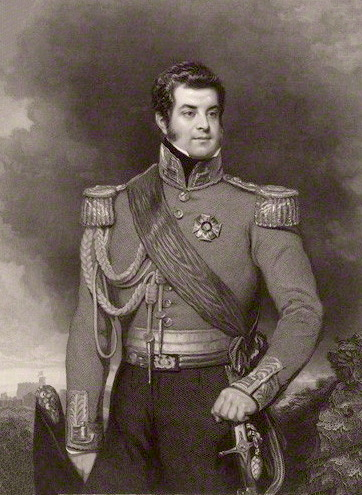
クラレンス公爵の長男、初代マンスター伯爵ジョージ・フィッツクラレンス
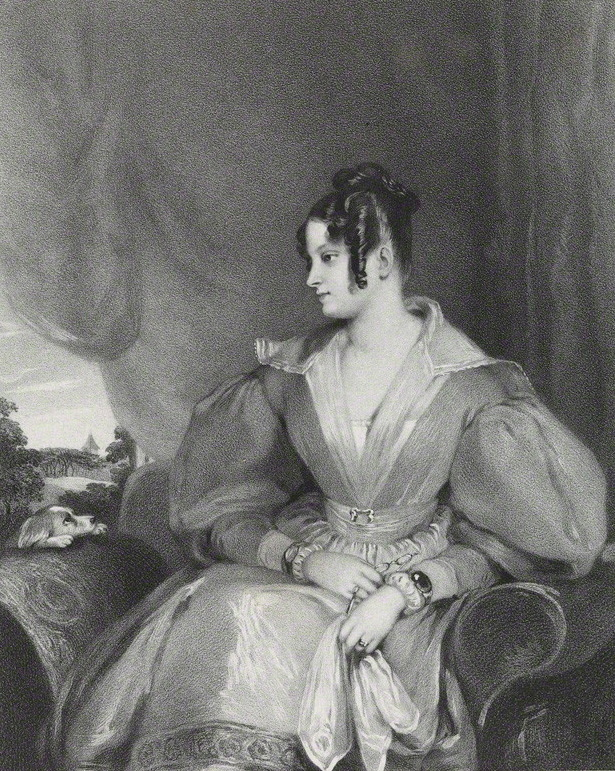
クラレンス公爵の次女で陸軍軍人チャールズ・リチャード・フォックス（英語版）と結婚したレディ・メアリー・フィッツクラレンス
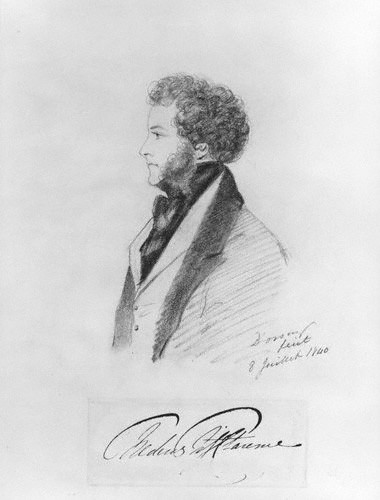
クラレンス公爵の三男、フレデリック・フィッツクラレンス卿

## 系譜
- 初代マンスター伯爵ジョージ・オーガスタス・フレデリック・フィッツクラレンス（1794年 - 1842年）
  - 第2代マンスター伯爵ウィリアム・フィッツクラレンス（1824年 - 1901年）
    - 第3代マンスター伯爵ジェフリー・ジョージ・ゴードン・フィッツクラレンス（1859年 - 1902年）
    - 第4代マンスター伯爵オーブリー・フィッツクラレンス（1862年 - 1928年）
    - ハロルド・エドワード・フィッツクラレンス（1870年 - 1926年）
      - 第5代マンスター伯爵ジェフリー・ウィリアム・リチャード・ヒュー・フィッツクラレンス（1906年 - 1975年）

  - ジョージ・フィッツクラレンス（1836年 - 1894年）
    - チャールズ・フィッツクラレンス（英語版）（1865年 - 1914年）
      - 第6代マンスター伯爵エドワード・フィッツクラレンス（英語版）（1899年 - 1983年）
        - 第7代マンスター伯爵アンソニー・チャールズ・フィッツクラレンス（英語版）（1926年 - 2000年）
- ヘンリー・フィッツクラレンス（1795年 - 1817年）
- ソフィア・フィッツクラレンス（1796年 - 1837年）
- メアリー・フィッツクラレンス（1798年 - 1864年）
- フレデリック・フィッツクラレンス（英語版）卿（1799年 - 1854年）
- エリザベス・フィッツクラレンス（1801年 - 1856年）
- アドルファス・フィッツクラレンス（英語版）卿（1802年 - 1856年）
- オーガスタ・フィッツクラレンス（1803年 - 1865年）
- オーガスタス・フィッツクラレンス（英語版）卿（1805年 - 1854年）
  - ヘンリー・エドワード・フィッツクラレンス（1853年 - 1930年）
    - オーガスタス・アーサー・コーンウォリス・フィッツクラレンス（1880年 - 1915年）
- アミーリア・フィッツクラレンス（英語版）（1807年 - 1858年）